# Elena da Persico
Elena da Persico (Verona, 17 luglio 1869 – Affi, 28 giugno 1948) è stata una giornalista e scrittrice italiana, promotrice di opere sociali a favore delle donne e fondatrice dell'istituto secolare le Figlie della Regina degli Apostoli.
È considerata Venerabile dalla Chiesa cattolica

## Biografia

Elena da Persico (1869-1948)

Nata da nobile famiglia, consegue il diploma di maestra elementare e l'abilitazione all'insegnamento del francese presso l'Accademia Scientifico Letteraria di Milano. La fede incrollabile e la passione per il Vangelo ne segneranno l’intera esistenza. Dopo la formazione spirituale e culturale si dedica alla stampa cattolica con articoli divulgativi di vario genere, ma sempre animati dal desiderio di sostenere e formare la coscienza delle donne, in particolare delle donne cattoliche, contro quelli che considera i pericoli del mondo moderno (tra i quali annovera anche il movimento per l'emancipazione femminile).
Scrive su diverse riviste, tra cui Pro familia e Azione muliebre. Di quest'ultima diventa direttrice nel 1904, determinando l'uscita della femminista cristiana Adelaide Coari, e continua ad esserlo fino alla morte. Per oltre quarant'anni essa sarà il mezzo preferito per divulgare nell'ambiente femminile, inizialmente quello medio borghese, le idee sociali cattoliche, appoggiandosi all'autorità di uomini di studio quali il sociologo Giuseppe Toniolo: di lui Elena da Persico sarà una dei primi biografi. Richiama da subito le donne ad un impegno comune per “gli interessi veri femminili” con una sorta di manifesto e con un programma pubblicati nel 1908 su Azione Muliebre. Fonda poi altri giornali, come l’Amica delle contadine, che esce tra il 1918 e il 1930, diverse biblioteche circolanti e anima iniziative culturali di vario genere.
Si dedica con impegno e competenza all'elevazione culturale delle donne e alla loro difesa in ambito lavorativo, chiedendo per loro, e per i minori, dignità, riduzione dell'orario di lavoro, riposo notturno e festivo, giusto salario e affrontando la questione della protezione della maternità. Si oppone, ad esempio, alle pessime condizioni di lavoro delle sartine, delle infilatrici di perline, delle modiste, richiamando, tra le altre iniziative, le ricche compratrici di abiti alla moda a non tirare sul prezzo e a non pretendere tempi eccessivamente rapidi nella consegna, perché questo si sarebbe tradotto in ulteriore sfruttamento delle lavoratrici e in inadempienza ai loro obblighi religiosi. È anche autrice di romanzi, novelle, rappresentazioni sceniche, talvolta con lo pseudonimo di Carola da Sabbioneta.
Azione Muliebre diventa un importante strumento di analisi dei problemi ricorrenti, specialmente relativi alla famiglia, alla scuola, al lavoro in un’ottica strettamente cattolica. Elena sente vivo lo scontro degli ideali laico-liberali e socialisti con i suoi ideali; la sua posizione sarà sempre precisa e intransigente e, dopo il Congresso di Roma (1908), le differenze si fanno più nette. Così come all’inizio della sua esperienza in Azione Muliebre emerge, pur in una stessa prospettiva confessionale, la differenza delle sue posizioni più “conservatrici” rispetto a quelle di Adelaide Coari, sicuramente più vicina alle posizioni del riformismo religioso, anche se nella vicenda dell’allontanamento della Coari pesarono  anche i giudizi e i timori della gerarchia ecclesiastica nei suoi confronti. 
Elena tuttavia è  pronta a difendere la presenza delle donne in relazione alla loro competenza, come quando si trova a sostenere la scelta di una donna per il consiglio di sorveglianza dell’orfanotrofio femminile milanese della Stella. Luisa Anzoletti non poteva più essere riconfermata (1913), la da Persico, nel chiedersi perché non si mettesse un’altra donna (Ester Guzzi) e il “Municipio” di Milano scegliesse invece un uomo, un ingegnere, commenterà: «Non sappiamo proprio quali corsi del Politecnico preparino a questa missione!».
Sul piano sociale collabora anche con la Società internazionale per la protezione della giovane e si occupa di società di mutuo soccorso, di patronati e di unioni professionali: istituzioni fondamentali in un'epoca storica in cui mancavano precisi interventi pubblici di previdenza. Partecipa, con una relazione dal titolo La questione femminile in Italia e il dovere della donna cattolica nei tempi presenti, alla Settimana Sociale dei cattolici di Brescia (1908) e, nel medesimo tempo, collaborando inizialmente con la principessa Cristina Giustiniani Bandini, si dedica alla stesura dello statuto della nascente Unione fra le donne cattoliche d’Italia.
Continua a lavorare, in diocesi di Verona e in giro per l’Italia, fondando società di mutuo soccorso tra le operaie, sostenendo la Protezione della giovane, che andava rapidamente diffondendosi, favorendo i ritrovi per le studentesse delle scuole superiori, senza tralasciare mai la prediletta attività di giornalista, attività che subirà pesanti limitazioni durante la Seconda guerra mondiale.
Segue  il mutare della condizione della donna, in particolare osservandone l’ingresso nel mondo del lavoro quando gli uomini si trovano al fronte durante la Prima guerra mondiale; allo stesso modo segue con passione e attenzione l’avvio delle giovani allo studio non solo elementare ma fino ai più elevati livelli.
Nel 1919 Elena si iscrive al Partito Popolare di don Luigi Sturzo, dichiarandosi a favore di una natura dichiaratamente confessionale del partito. Dopo essere stata a lungo contraria al suffragio femminile,  affronta sulla rivista anche la questione del voto alle donne, aprendovi una sorta di dibattito: lei stessa vi sosterrà posizioni articolate, suffragate dalla sua profonda convinzione della non inferiorità della donna, ma della necessaria maggiore autorità maschile  per mantenere l'unità familiare. Introduce, così, il tema del voto familiare che evidentemente significa anche voto alle donne che vivono sole. Ad ogni modo, nonostante dubbi e incertezze sulla questione del voto, pur assumendo alla fine la posizione prevalente nella gerarchia ecclesiastica, conclude nel giugno 1919: «il movimento o si fa con noi o si farà contro di noi… pigliamolo in mano», prefigurandosi  una formazione specifica in relazione ai futuri compiti che potrebbero loro derivarne.
A tutti, specialmente alle classi più deboli, Elena da Persico ha prestato attenzione e cura, confermate dalle testimonianze concrete della sua vita e dei suoi scritti. Nel secondo dopoguerra non si limita a incoraggiare le donne, con un forte articolo dal titolo "Tutte in piedi", perché partecipassero alle elezioni politiche della Repubblica Italiana (1948), ma, lei stessa, ormai anziana, lo fa. Ancora prima, aveva seguito con attenzione ed amore le prime donne elette in Parlamento nell’Assemblea costituente (1946) e lei stessa aveva accettato di essere eletta consigliere comunale del Comune di Affi.
Tra il 1910 e il 1913-1914 appaiono i tratti di una “intuizione spirituale”, che sarà quella di una nuova forma di consacrazione, una consacrazione secolare, senza opere, senza una comunità residenziale, ma profondamente innervata nella storia. Elena annota, nei momenti di più intensa preghiera o di intimità eucaristica, aspetti salienti del “progetto” che si va delineando, sempre preoccupata di non dir nulla di suo, ma di restare "spettatrice e strumento del lavoro del Signore".
Attorno al 1920, consigliata anche da don Giovanni Calabria e appoggiata dal vescovo di Verona, il cardinal Bartolomeo Bacilieri, dà avvio ad un “esperimento”: Elena fonda, da sola, uno dei primi istituti secolari, quello delle Figlie della Regina degli Apostoli (FRA), riconosciuto dalla Santa Sede nel 1954. Si tratta di qualcosa di completamente diverso da una comunità religiosa tradizionale, senza segni esterni che stabiliscano una differenza rispetto alla gente comune, che si fonda  sulla convinzione della possibilità per donne consacrate di vivere il loro impegno cristiano ed evangelico nella vita di tutti i giorni, nella professione e in ogni altro ambito dove si giochi la possibilità di costruire un mondo più giusto, accostando chi è povero, solo, perseguitato, non amato, e cercando di dare risposte concrete sia sul piano personale sia sul piano istituzionale.
Gli anni tra le due guerre, nonostante l’età non più giovane, oltre alla sua attività sociale e di scrittrice, saranno sostanzialmente dedicati a far conoscere questa nuova opera. Lei la vede e fermamente la crede possibile, nonostante l’assoluta novità, proprio perché è mutata la condizione della donna, più libera, più autonoma, capace di mantenersi da sé, capace di intraprendere strade prima impensabili, capace di assumersi responsabilità professionali e sociali.
Vicenda complessa quella di Elena da Persico e strettamente intrecciata all’altrettanto complessa vicenda del mondo cattolico femminile tra fine Ottocento e primo Novecento, non sempre interpretabile con le chiavi dell’oggi, sintetizzabile forse in una posizione che recentemente è stata definita "tra conservazione e modernizzazione". Una posizione, che, da un lato, cercando una fedeltà a principi e valori tradizionali, a poco a poco, senza averlo predeterminato, proprio per il ruolo affidato alla donna e per la certezza incrollabile della sua dignità, finisce, dall’altro, con l’essere, nonostante tutto, innovativa, nonostante, cioè, l’ambiente sociale, culturale ed ecclesiale di provenienza. E non è certamente solo la storia di Elena ad indicarcelo, ma è la storia delle donne cattoliche del secolo scorso. Il caso del Veneto, se mai, si collega ulteriormente a cosa “accadde” alle donne cattoliche tra Settecento e Ottocento e come non facile si presentasse per loro, cresciute e educate in un ambiente chiuso, il cammino in un’epoca già ricca di possibilità e di stimoli per la donna. Tuttavia proprio la “situazione” veneta fa riflettere sul significato, sulla portata e sulla forza di scelte e di attività come quelle della da Persico.
Il processo diocesano per la sua beatificazione si è aperto il 21 febbraio 1969. Papa Francesco l'ha dichiarata Venerabile l'8 luglio 2014.
Presso  Villa Elena da Persico ad Affi, ha oggi sede la fondazione a lei intitolata, che ha lo scopo di ricordarne in vario modo l’opera. Nel solco delle intuizioni e del lavoro di Elena da Persico sono stati programmati numerosi convegni che la fondazione ha promosso in questi anni su tematiche e problemi di grande attualità, facendo riferimento al pensiero e all’intenso impegno sociale e culturale che lei ha testimoniato lungo il corso della sua vita.